# Liste der Ständigen Vertreter Deutschlands bei den Vereinten Nationen in New York
Die Liste der Ständigen Vertreter Deutschlands bei den Vereinten Nationen in New York enthält alle bisherigen Beobachter (bis 1972) und Ständigen Vertreter – gemeinhin bezeichnet als UN-Botschafter – der Bundesrepublik Deutschland bei den Vereinten Nationen am UN-Hauptquartier in New York.

## Liste

### Beobachterstatus (1952–1973)
Beobachter der Bundesrepublik Deutschland bei den Vereinten Nationen in New York
| # | Bild | Botschafter/Diplomat                 | Amtszeit  | Bemerkung                                                                                      |
| - | ---- | ------------------------------------ | --------- | ---------------------------------------------------------------------------------------------- |
| 1 |      | Hans Riesser (1887–1969)             | 1952–1955 | Beobachter                                                                                     |
| 2 |      | Felix von Eckardt (1903–1979)        | 1955–1956 | Beobachter                                                                                     |
| 3 |      | Georg von Broich-Oppert (1897–1979)  | 1956–1958 | Beobachter                                                                                     |
| 4 |      | Carl Werner Dankwort (1895–1986)     | 1958–1960 | Beobachter                                                                                     |
| 5 |      | Karl Heinrich Knappstein (1906–1989) | 1960–1962 | Beobachter                                                                                     |
| 6 |      | Sigismund von Braun (1911–1998)      | 1962–1968 | Beobachter                                                                                     |
| 7 |      | Alexander Böker (1912–1997)          | 1968–1971 | Beobachter                                                                                     |
| 8 |      | Walter Gehlhoff (1922–2004)          | 1971–1973 | Beobachter (bis zum 18. September 1973) danach Ständiger Vertreter im Range eines Botschafters |

### Mitgliedstaat (seit 1973)
Am 18. September 1973 beschloss die Generalversammlung die Aufnahme der Bundesrepublik Deutschland als Mitglied der Vereinten Nationen. 
Ständiger Vertreter im Range eines Botschafters der Bundesrepublik Deutschland bei den Vereinten Nationen in New York
| #  | Bild | Botschafter/Diplomat                      | Amtszeit  | Bemerkung                               |
| -- | ---- | ----------------------------------------- | --------- | --------------------------------------- |
| 1  |      | Walter Gehlhoff (1922–2004)               | 1973–1974 | Davor von 1971 bis 1973 Beobachter      |
| 2  |      | Rüdiger von Wechmar (1923–2007)           | 1974–1981 | 1977–1978 Mitglied im UN-Sicherheitsrat |
| 3  |      | Günther van Well (1922–1993)              | 1981–1984 |                                         |
| 4  |      | Hans Werner Lautenschlager (1927–2019)    | 1984–1987 |                                         |
| 5  |      | Alexander York von Wartenburg (1927–2012) | 1987–1989 | 1987–1988 Mitglied im UN-Sicherheitsrat |
| 6  |      | Hans-Otto Bräutigam (* 1931)              | 1989–1990 |                                         |
| 7  |      | Detlev Graf zu Rantzau (* 1930)           | 1990–1995 |                                         |
| 8  |      | Tono Eitel (1933–2017)                    | 1995–1998 |                                         |
| 9  |      | Dieter Kastrup (1937–2025)                | 1998–2001 |                                         |
| –  |      | Hanns Heinrich Schumacher (* 1948)        | 2001–2002 | Geschäftsträger                         |
| 10 |      | Gunter Pleuger (* 1941)                   | 2002–2006 | 2003–2004 Mitglied im UN-Sicherheitsrat |
| 11 |      | Thomas Matussek (* 1947)                  | 2006–2009 |                                         |
| 12 |      | Peter Wittig (* 1954)                     | 2009–2014 | 2011–2012 Mitglied im UN-Sicherheitsrat |
| 13 |      | Harald Braun (* 1952)                     | 2014–2017 |                                         |
| 14 |      | Christoph Heusgen (* 1955)                | 2017–2021 | 2019–2020 Mitglied im UN-Sicherheitsrat |
| 15 |      | Antje Leendertse (* 1963)                 | 2021–     |                                         |